# Operatie Atlantic
Operatie Atlantic was een Brits/Canadees offensief, gedurende de Tweede Wereldoorlog als onderdeel van de grote Britse uitbraak (Operatie Goodwood) uit Normandië in 1944. Operatie Atlantic vond plaats tussen 18 en 20 juli 1944. Het lukte de Canadezen om de Duitsers aan de rechteroever van de Orne te verjagen en het veroverde gebied tien dagen te behouden. Ondertussen werd het doel van Operatie Goodwood, de inname van Caen, nog niet bereikt.

## De Operatie
Vroeg in de morgen van 18 juli liet een grote groep bommenwerpers 7.700 ton bommen op Caen vallen. Dit werd ondersteund door zwaar artillerievuur en vanuit het Kanaal met nog zwaarder scheepsgeschut. Toen het bombardement was gestopt, moesten de Britten en Canadezen beginnen met het oversteken van de Orne.
De 2e Canadese divisie veroverde eerst Colombelles, daarna de buitenwijken van Vaucelles, alvorens ze naar het industriegebied van Caen trokken. Daar aangekomen namen ze Verrières in. De Black Watch kon ook de Orne oversteken, waarbij Compagnie A minder dan 20 man verloor.
Het bombardement had slechts gebouwen vernietigd en wegen onbruikbaar gemaakt, terwijl de Duitse artillerie nauwelijks schade had opgelopen. De Duitse divisies, de 1. SS-Panzer-Division Leibstandarte-SS Adolf Hitler en de 9. SS-Panzer-Division Hohenstaufen, hadden daardoor hun tactisch sterke posities kunnen behouden, evenals de heuvelrug bij Verrières. De heuvelrug was een onneembare vesting, terwijl de goed verborgen Duitse tanks een verrassing waren voor de geallieerden. Hierdoor hadden de geallieerde pantservoertuigen het zwaar te verduren. De Canadezen leden gevoelige verliezen. Ze wisten slechts spaarzame overwinningen te behalen in de buurtschappen Saint-André-sur-Orne, Ifs en Bourguébus ten zuiden van Caen.